# Gary (Wirginia Zachodnia)
Gary – miasto w Stanach Zjednoczonych, w stanie Wirginia Zachodnia, w hrabstwie McDowell.